# Ciencia ficción cristiana
La ciencia ficción cristiana es un subgénero de la ciencia ficción, en el cual hay temas del cristianismo o escritas bajo el punto de vista cristiano. Este subgénero de la ciencia ficción cae sobre el subgénero de ciencia ficción espiritual. Algunos ejemplos de este subgénero de ciencia ficción son:
- La Trilogía Cósmica, de C.S. Lewis
- Norstrilia, de Cordwainer Smith
- Caballo de troya, de J.J. Benítez
- R. A. Lafferty
- Stephen R. Lawhead
- Madeleine L'Engle
- Richard J. Sutcliffe
- Gene Wolfe
- Kathy Tyers
- Karen Hancock
- Jeffrey A. Carver

Philip K. Dick fue un converso a la Iglesia Episcopal (parte de la Comunión Anglicana). Muchas de sus novelas e historias cortas combinan temas religiosos con ciencia ficción, más explicado claramente en los libros VALIS.
Las series Dejados Atrás, de Tim LaHaye son consideradas ciencia ficción cristiana, sin embargo el énfasis es de una profecía cristiana en los avances científicos, y el mejor término para estas series es "historia-futuro fantasia" o "fantasia apocaliptica".
El cristianismo también es examinado en otra ciencia ficción, a veces desde un comprensivo punto de vista, en otras, no. Ejemplos de esto incluye Un Caso de Conciencia, de James Blish y La Paja en el Ojo de Dios, de Larry Niven y Jerry Pournelle, se agrupan en el Universo CoDominium.
- Datos: Q3272143